# Сербська кирилична абетка
Сéрбська кири́лиця, розм. ву́ковиця — абетка для запису сербської мови кириличними буквами. Розроблена на початку XIX ст. сербським мовознавцем Вуком Караджичем, і відтоді не зазнала змін. Паралельно з кирилицею використовують гаєвицю (латиницю, пристосовану до південнослов'янських мов). Станом на 2003 рік сербська абетка містить 30 букв:
| Аа | Бб | Вв | Гг | Дд | Ђђ |
| Ее | Жж | Зз | Ии | Jj | Кк |
| Лл | Љљ | Мм | Нн | Њњ | Оо |
| Пп | Рр | Сс | Тт | Ћћ | Уу |
| Фф | Хх | Цц | Чч | Џџ | Шш |

## Вуковиця і гаєвиця
| Вуковиця | Гаєвиця | Звук | Українська транскрипція |
| -------- | ------- | ---- | --- |
| А а      | A a     | [a]  | а (ђа→джя, ља→ля, ња→ня, ја→[ь]я, ћа→чя)                                                                                            |
| Б б      | B b     | [b]  | б |
| В в      | V v     | [v]  | в |
| Г г      | G g     | [g]  | ґ |
| Д д      | D d     | [d]  | д |
| Ђ ђ      | Đ đ     | [ʥ]  | джь (ђа→джя, ђе→джє, ђи→джі, ђо→джьо, ђу→джю)                                                                                       |
| Е е      | E e     | [e]  | е |
| Ж ж      | Ž ž     | [ʒ]  | ж |
| З з      | Z z     | [z]  | з |
| И и      | I i     | [i]  | и (після «ш», «щ», «ц», «ч»), і (у більшості випадків), ї (після голосних)                                                          |
| Ј ј      | J j     | [j]  | й (напочатку слова і після голосних: ја→я, је→е, ји→и, јо→йо, ју→ю; після приголосних: ја→ья, 'я, је→ьє, ји→ьї, јо→ьйо, ју→ью, ''ю) |
| К к      | K k     | [k]  | к |
| Л л      | L l     | [l]  | л |
| Љ љ      | Lj lj   | [ʎ]  | ль (ља→ля, ље→ле, љи→лі, љо→льо, љу→лю)                                                                                             |
| М м      | M m     | [m]  | м |
| Н н      | N n     | [n]  | н |
| Њ њ      | Nj nj   | [ɲ]  | нь (ња→ня, ње→не, њи→ні, њо→ньо, њу→ню)                                                                                             |
| О о      | O o     | [o]  | о (ђо→джьо, љо→льо, њо→ньо, јо→йо, ћо→чьо напочатку слова і після голосних, ьйо після приголосних)                                  |
| П п      | P p     | [p]  | п |
| Р р      | R r     | [r]  | р |
| С с      | S s     | [s]  | с |
| Т т      | T t     | [t]  | т |
| Ћ ћ      | Ć ć     | [ʨ]  | чь (ћа→чя, ће→чє, ћи→чі, ћо→чьо, ћу→чю)                                                                                             |
| У у      | U u     | [u]  | у (ђу→джю, љу→лю, њу→ню, ју→[ь]ю, ћу→чю)                                                                                            |
| Ф ф      | F f     | [f]  | ф |
| Х х      | H h     | [x]  | х |
| Ц ц      | C c     | [ʦ]  | ц |
| Ч ч      | Č č     | [ʧ]  | ч |
| Џ џ      | Dž dž   | [ʤ]  | дж |
| Ш ш      | Š š     | [ʃ]  | ш |

Паралельно з вуковицею в Сербії і Чорногорії використовується латинський алфавіт «гаєвиця» (див. у правій колонці), який є також хорватським алфавітом.
- при транскрипції прізвищ (на відміну від географічних назв) може не бути передано відмінність між м'яким А і твердим Я, а саме, замість правил ђа → джя, ђо → джьо, ђу → джю використовуються ђа → джа, ђо → джо, ђу → джу (Ђукановіћ → Джуканович і т. ін.);
- замість јо → йо (після голосних) / ьо (після приголосних) зустрічається і передача јо → е, особливо у випадках з прозорою слов'янської етимологією;
- поряд з ља → ля, ље → ле, ња → ня, ње → не зустрічається передача зі вставкою розділового м'якого знака (ља → лья, ље → льє, ња → нья, ње → ньє): Цетиње → Цетинє.

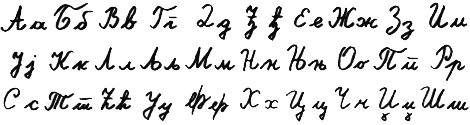